# Nho

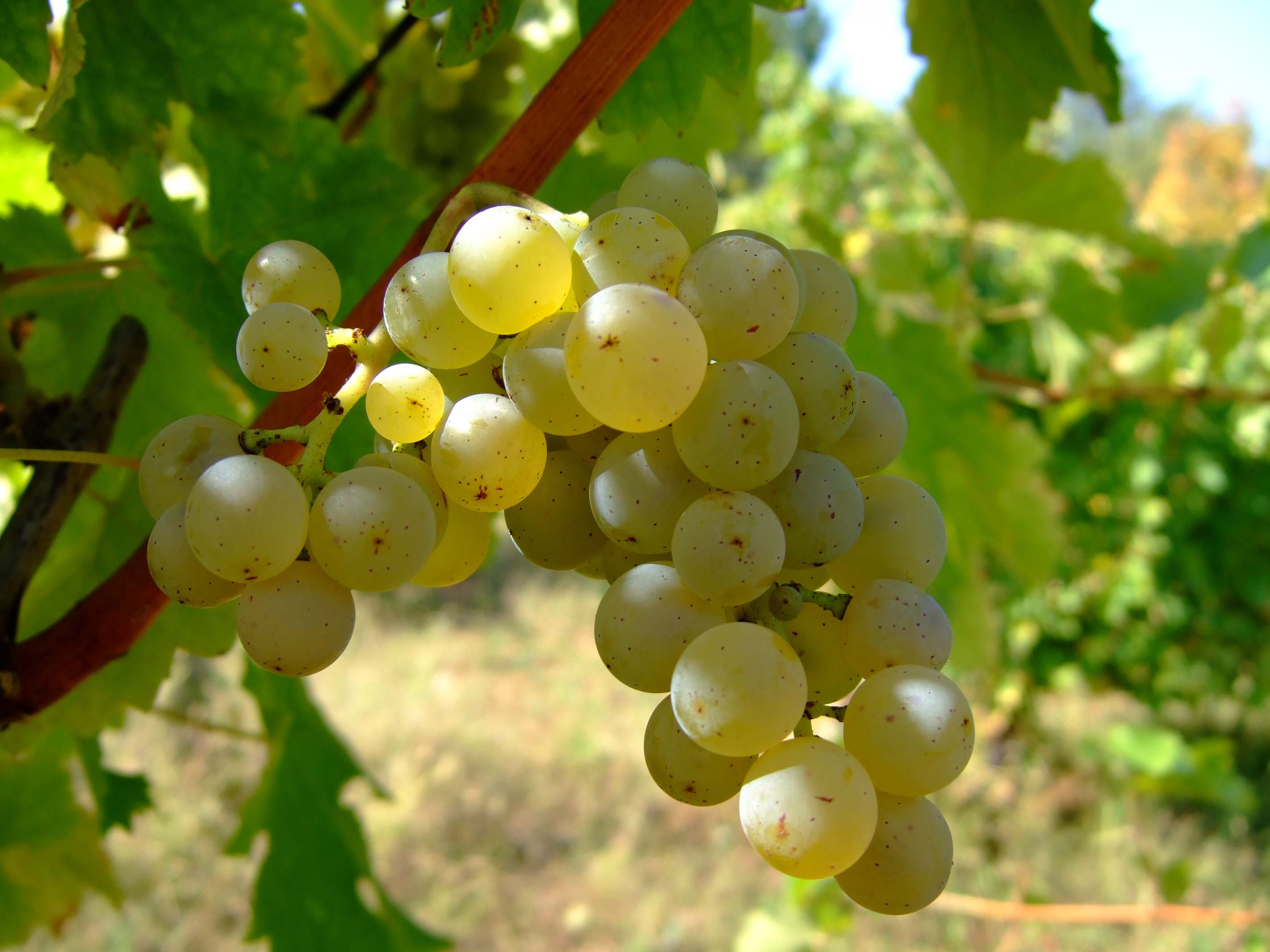
Một chùm nho xanh

Nho là một loại quả mọng lấy từ các loài cây thân leo thuộc chi Nho (Vitis). Quả nho mọc thành chùm từ 6 đến 300 quả, chúng có màu đen, lam, vàng, lục, đỏ-tía hay trắng. Khi chín, quả nho có thể ăn tươi hoặc được sấy khô để làm nho khô, cũng như được dùng để sản xuất các loại rượu vang, thạch nho, nước quả, mật nho, dầu hạt nho. Trong tiếng Trung, nó được gọi là bồ đào (葡萄) và khi người ta nói đến rượu bồ đào tức là rượu sản xuất từ quả nho. Tuy nhiên, các loài nho dại lại bị coi là một loại cỏ dại gây nhiều phiền toái, do chúng che phủ các loài thực vật khác với tốc độ tăng trưởng rất nhanh của mình. Nho bị ấu trùng của một số loài côn trùng thuộc bộ Lepidoptera phá hại - xem thêm tại Danh sách các loài cánh vẩy phá hại nho.

## Lịch sử
Việc trồng nho thuần hóa đã bắt đầu vào 6.000–8.000 năm trước ở Cận Đông. Bằng chứng khảo cổ xa xưa nhất về vị trí làm rượu vang của con người cách nay 8.000 năm trước ở Gruzia.
Nấm men, một trong những vi sinh vật được thuần hóa sớm nhất, xuất hiện trong tự nhiên trên vỏ nho, đã dẫn đến sự đổi mới các thức uống có cồn như rượu vang. Việc sản xuất rượu vang sớm nhất đã được biết đến vào khoảng 8.000 năm trước thuộc lãnh thổ của Gruzia. Trong một dự án lập bản đồ gen mở rộng, các nhà khảo cổ học đã phân tích di sản của hơn 100 giống nho hiện đại, và thu hẹp nguồn gốc của chúng vào vùng Gruzia, nơi dư lượng rượu vang cũng đã được phát hiện trên bề mặt bên trong của bình gốm lưu trữ 8.000 tuổi. Các nhà máy rượu vang lâu đời nhất được tìm thấy ở Armenia, có niên đại khoảng 4000 trước Công nguyên. Vào thế kỷ thứ 9 thành phố Shiraz đã được biết đến đã sản xuất một số loại rượu vang tốt nhất ở Trung Đông. Do đó, người ta cho rằng rượu vang đỏ Syrah được đặt tên theo Shiraz, một thành phố ở Ba Tư nơi nho đã được sử dụng để làm rượu Shirazi. Chữ viết tượng hình Ai Cập cổ đại đã ghi lại việc trồng nho tím, và lịch sử minh chứng rằng người Hy Lạp, Phoenicia và La Mã cổ đại đã trồng nho tím để ăn và sản xuất rượu vang. Việc trồng nho sau đó lan sang các khu vực khác ở châu Âu, cũng như Bắc Phi, và cuối cùng ở Bắc Mỹ.
Ở Bắc Mỹ, có nhiều loài nho bản địa thuộc chi Vitis sinh sống trong tự nhiên trên khắp lục địa, và là một phần trong khẩu phần ăn của người Mỹ bản địa. Thực dân châu Âu nhận thấy chúng không phù hợp để sản xuất rượu vang, nên đã nhập giống nho Vitis vinifera để phục vụ cho sản xuất rượu.

## Các giống nho

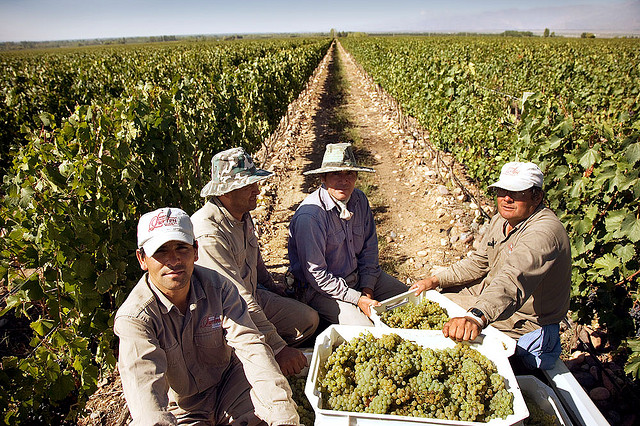
Thu hoạch nho tại một vườn nho ở Argentina

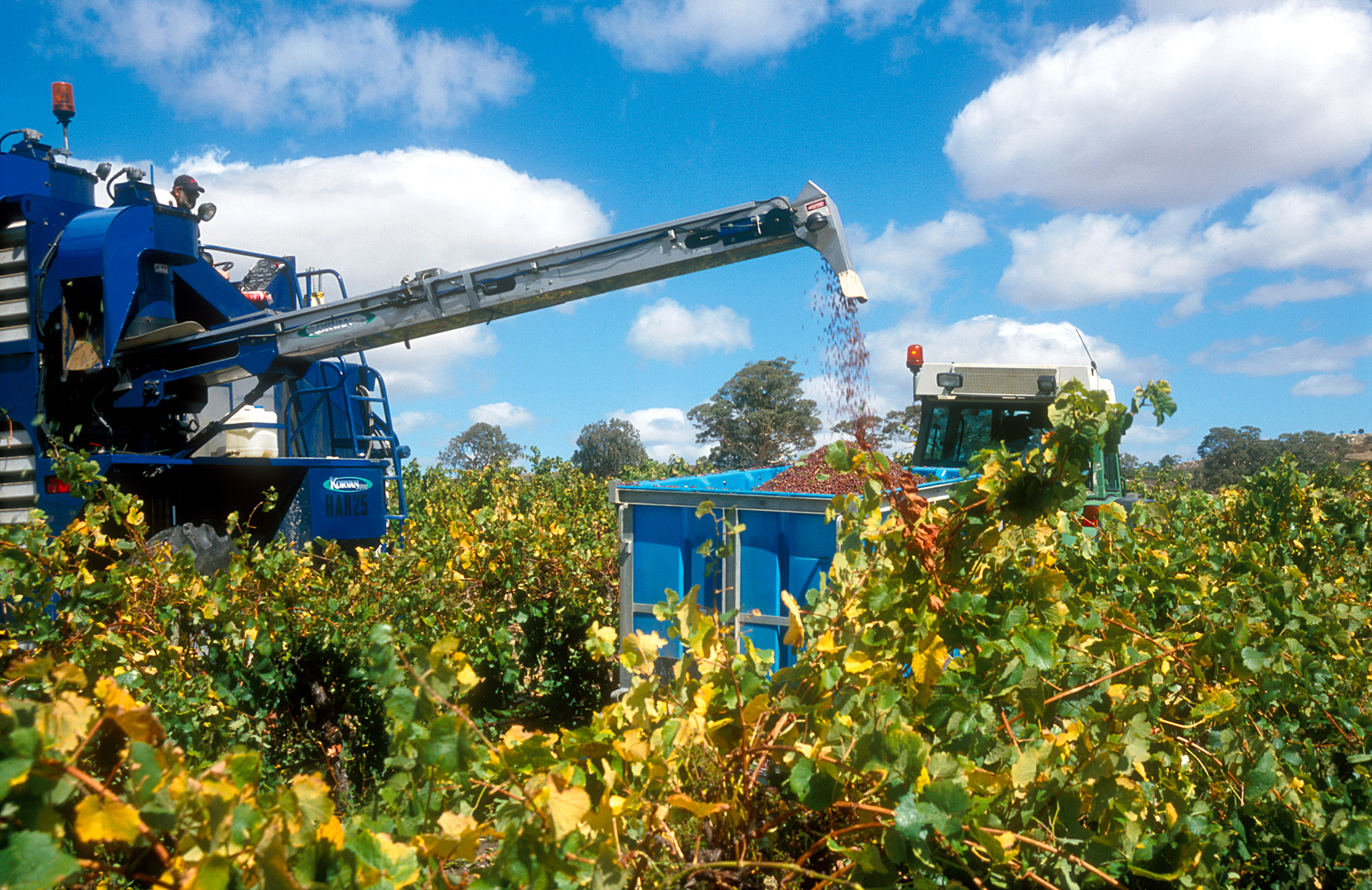
Thu hoạch nho làm rượu ở nam Úc

Nho mọc thành từng chùm có khoảng 15 đến 300 quả, và có nhiều màu sắc khác nhau như đen, xanh thẫm, vàng, lục, cam và tím. Nho "trắng" thực chất là có màu lục, và có nguồn gốc tiến hóa từ nho tía. Đột biến ở hai gen quy định của nho trắng làm mất sự sản xuất anthocyanin, một chất tạo màu tía của nho. Anthocyanin và các chất tạo màu khác trong họ polyphenol tạo màu tía giúp tạo ra sắc tía trong rượu vang đỏ.
Phần lớn nho được thu hoạch từ loài được trồng là Vitis vinifera, loài làm rượu vang châu Âu bản địa của vùng Địa Trung Hải và Trung Á. Một lượng nhỏ trái và rượu có nguồn gốc từ các loài châu Mỹ và châu Á như:
- Vitis labrusca, loài nho làm rượu châu Mỹ, bản địa của miền Đông Hoa Kỳ và Canada.
- Vitis riparia, loài nho hoang của Bắc Mỹ, đôi khi dùng làm mứt và rượu vang. Đây là loài bản địa của đông Hoa Kỳ và Bắc Quebec.
- Vitis rotundifolia, được dùng làm mứt và rượu, là loài bản địa của đông nam Hoa Kỳ từ Delaware đến vịnh Mexico.
- Vitis amurensis loài nho quan trọng của châu Á.

## Diện tích trồng
Theo số liệu của FAO, 75.866 km² trên thế giới được dùng để trồng nho. Khoảng 71% sản lượng nho được dùng sản xuất rượu vang, 27% để ăn dưới dạng quả tươi và 2% làm nho khô. 

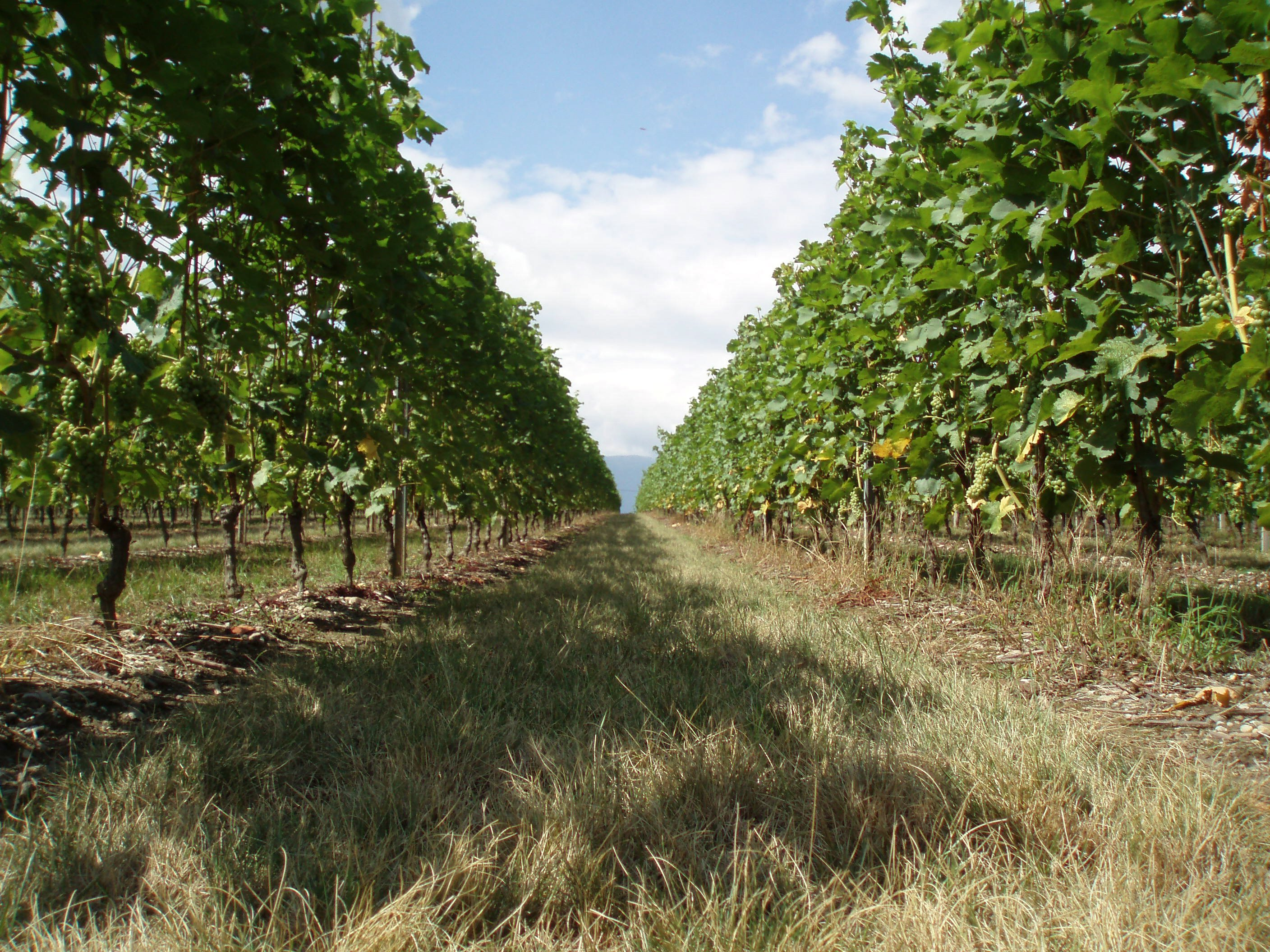
Vườn nho ở bang Genève, Thụy Sĩ.

Danh sách dưới đây liệt kê 11 quốc gia sản xuất rượu vang nho hàng đầu thế giới với diện tích trồng nho tương ứng cho việc sản xuất rượu vang vào năm 2007:
- Tây Ban Nha 11.750 km²
- Pháp 8.640 km²
- Ý 8.270 km²
- Thổ Nhĩ Kỳ 8.120 km²
- Hoa Kỳ 4.150 km²
- Iran 2.860 km²
- România 2.480 km²
- Bồ Đào Nha 2.160 km²
- Argentina 2.080 km²
- Trung Quốc 1.780 km²
- Australia 1.642 km²

## Rượu vang đỏ
Các nhà nghiên cứu, chẳng hạn như Marty Mayo, đã so sánh khẩu phần dinh dưỡng ở các quốc gia phương Tây và đã phát hiện ra rằng mặc dù người Pháp có xu hướng ăn nhiều chất béo động vật hơn, nhưng tỷ lệ mắc bệnh tim mạch ở người Pháp lại khá thấp. Họ gọi hiện tượng này là nghịch lý Pháp. Nhiều người cho rằng nguyên nhân là người Pháp tiêu thụ nhiều rượu vang đỏ hơn. Các chất có trong quả nho đã làm nồng độ cholesterol trong cơ thể thấp hơn và vì thế làm chậm lại quá trình tích lũy trong động mạch. Các hợp chất như resveratrol (chất chống oxy hóa polyphenol) đã được tìm thấy có trong nho và chúng có liên quan đến việc phòng chống ung thư, các bệnh tim mạch, làm suy hóa các bệnh liên quan đến thần kinh và các bệnh tật khác. Các bác sĩ không khuyến cáo dùng nhiều rượu vang đỏ, nhưng việc sử dụng từ 3-4 cốc trong một tuần là có lợi cho sức khỏe và được khuyến khích .
Mặc dù nhiều người nhận thức một cách sai lầm rằng các loại nho đỏ là có lợi hơn cho sức khỏe, trên thực tế tất cả các loại nho có màu khác cũng đem lại các lợi ích đáng kể. Tuy nhiên, rượu vang đỏ đem lại một số lợi ích cho sức khỏe mà không thấy có ở rượu vang trắng, do nhiều chất có lợi cho sức khỏe được tìm thấy ở lớp vỏ quả nho, mà chỉ có vang đỏ mới được lên men bằng cả vỏ quả.
Một nhận thức sai lầm khác là người ta cho rằng rượu vang trắng được sản xuất từ các giống nho có vỏ màu xanh. Trên thực tế, nó có thể được sản xuất từ bất kỳ giống nho nào. Vang đỏ được sản xuất từ các giống nho vỏ đỏ, nhưng sự tạo màu là kết quả của việc thêm cả vỏ vào trong quá trình ngâm ủ (lên men).

## Các loại nho khô

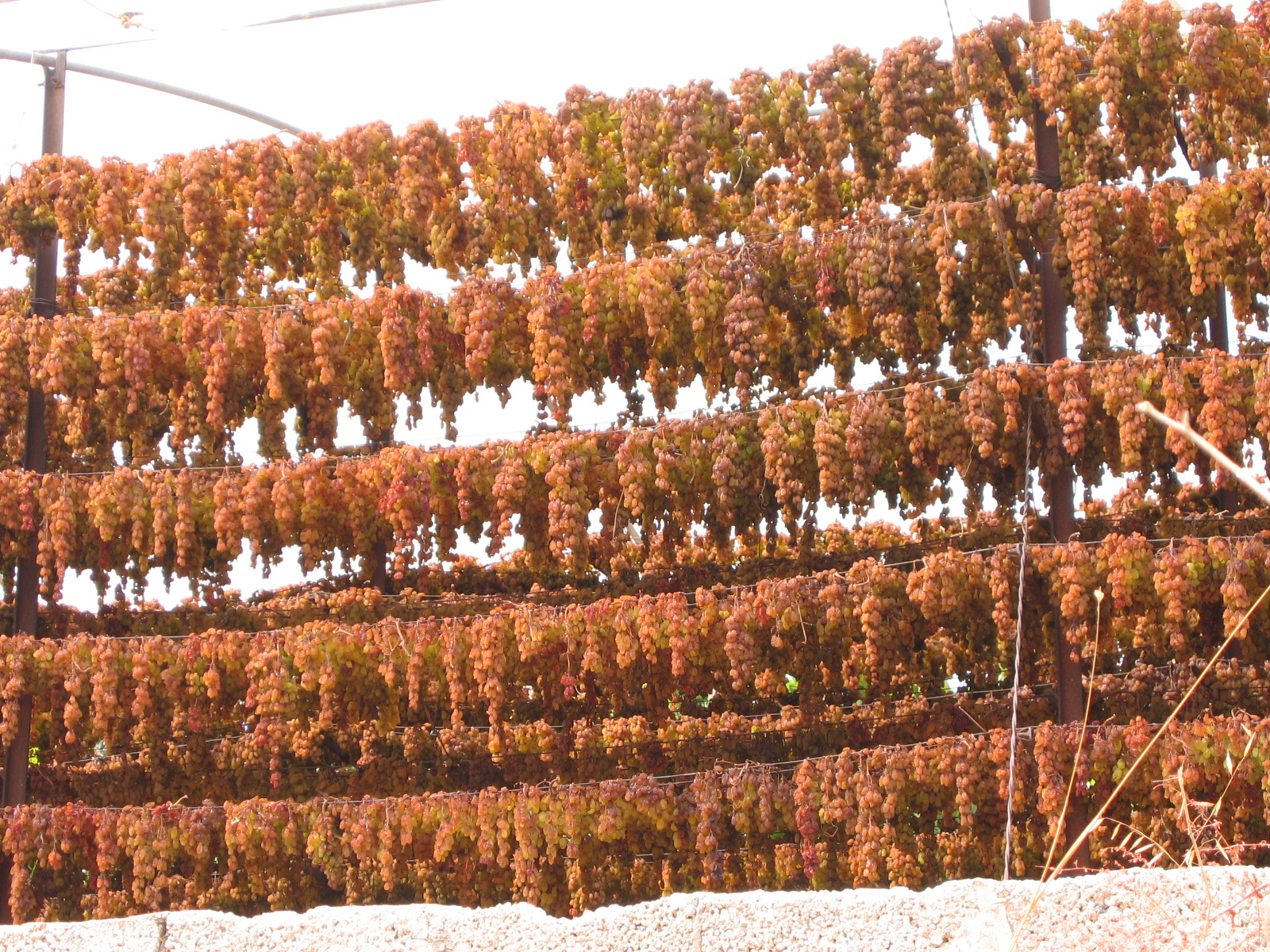
Phơi để làm nho khô trên đảo Crete, Hy Lạp

Nho khô là bất kỳ loại quả nho được làm khô nào. Nho khô Zante (currant) hay còn gọi là nho Hy Lạp, là nho khô của vùng Zakynthos, tên gọi này là sự sửa đổi sai lạc của từ trong tiếng Pháp raisin de Corinthe (nho Corinth). Nho sultana (nho xuntan) nguyên thủy là nho khô sản xuất từ một giống nho không hạt có nguồn gốc Thổ Nhĩ Kỳ, nhưng hiện nay nó được dùng để chỉ bất kỳ thứ nho khô nào được xử lý bằng hóa chất để giống như nho sultana truyền thống.

## Chất chiết từ hạt nho
Hạt nho có chứa các procyanidolic oligomer, viết tắt là PCO. Các nhà nghiên cứu đã đưa ra kết luận là các PCO củng cố các mạch máu và cải thiện sự lưu thông máu. Các chất chiết từ hạt nho có thể giúp chống lão hóa, giảm các bệnh tim mạch, cản trở các tế bào ung thư, giảm bớt các triệu chứng dị ứng và trạng thái căng thẳng của mắt cũng như giúp phòng chống một số bệnh da liễu. Trong các nghiên cứu gần đây, các chất chiết từ hạt nho cũng có chức năng giảm bớt xellulit (một chứng bệnh do mỡ lồi ra hạ bì, tạo thành các vệt lồi lõm trên da) và hạ thấp mức cholesterol và huyết áp. Các chất chiết từ hạt nho có ở ba dạng sau: lỏng, viên nén và viên nang.

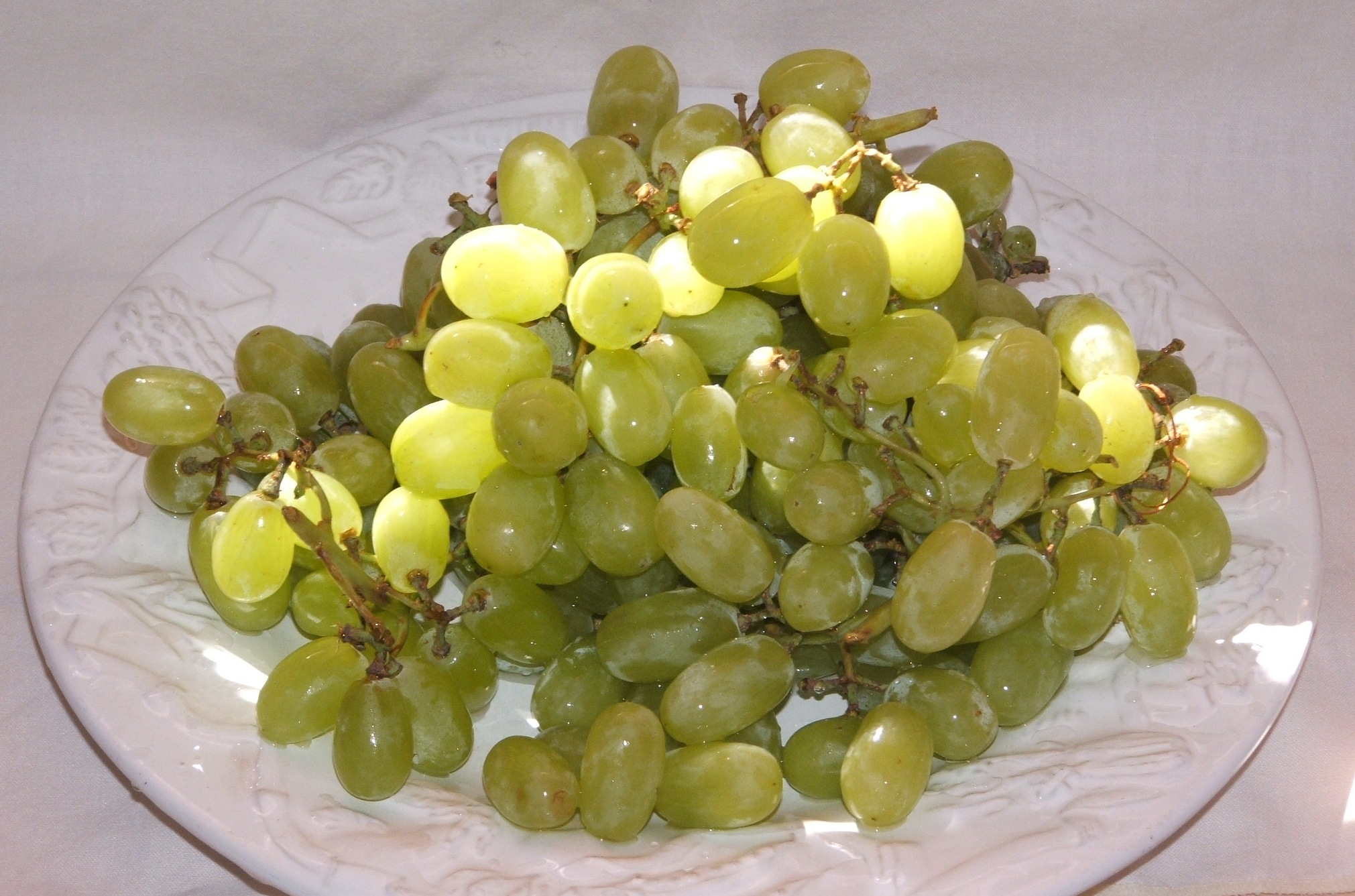
Nho không hạt Thompson

## Nho không hạt
Nho không hạt là một đặc điểm được đánh giá cao khi đem dùng ở dạng quả tươi và các giống không hạt hiện nay đã chiếm một tỷ lệ áp đảo trong số các giống nho trồng để ăn quả tươi. Do việc trồng nho có thể bằng các cành giâm, cho nên việc không có hạt không tạo ra vấn đề cho việc tái sinh sản nho. Tuy nhiên, nó là vấn đề cho những người nhân giống, họ hoặc phải sử dụng các giống có hạt làm cây mẹ hoặc lấy ra các phôi mầm từ sớm trong quá trình phát triển bằng các kỹ thuật nuôi cấy mô.

## Hình ảnh

Một chùm nho không hạt
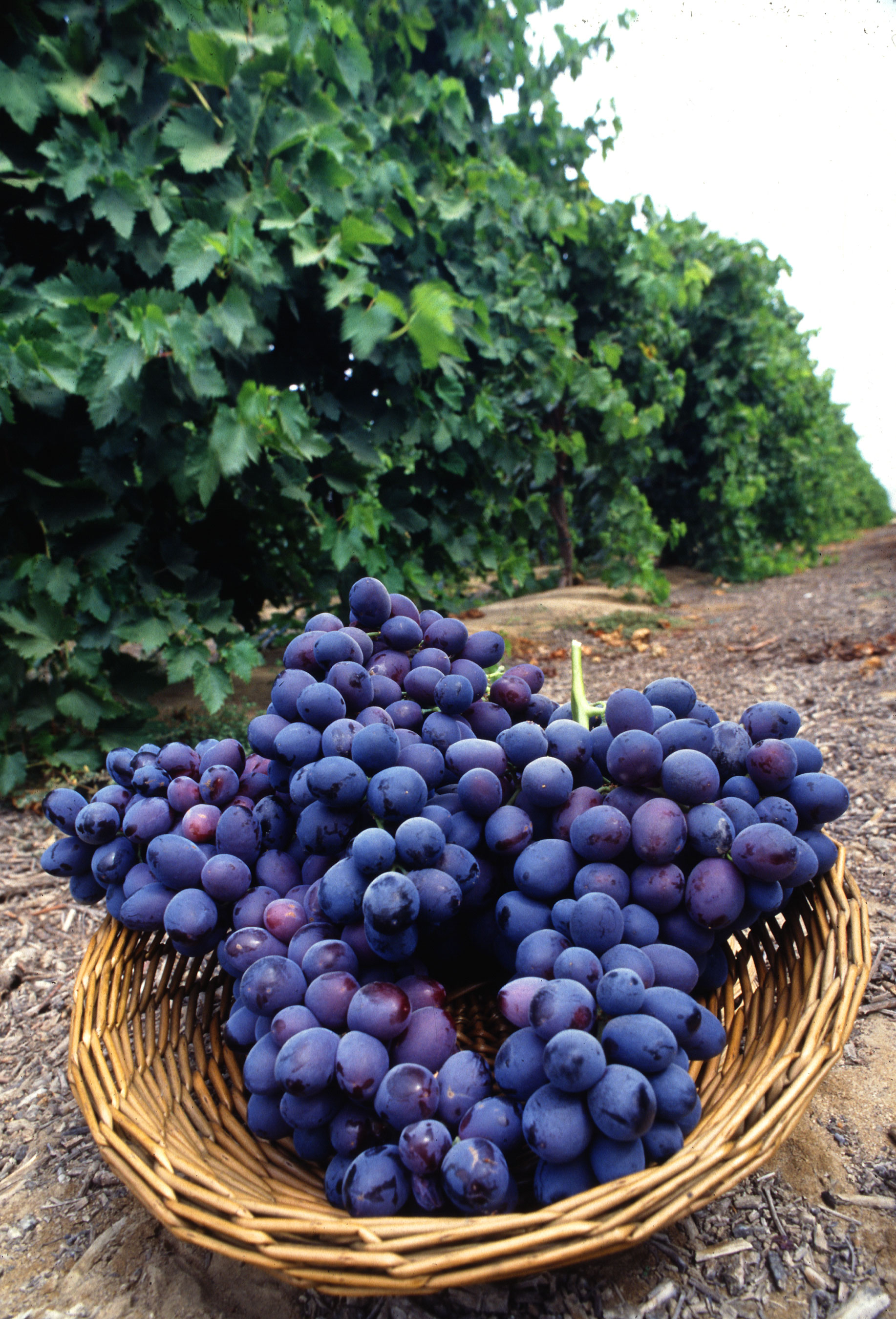
Giống nho Autumn Royal
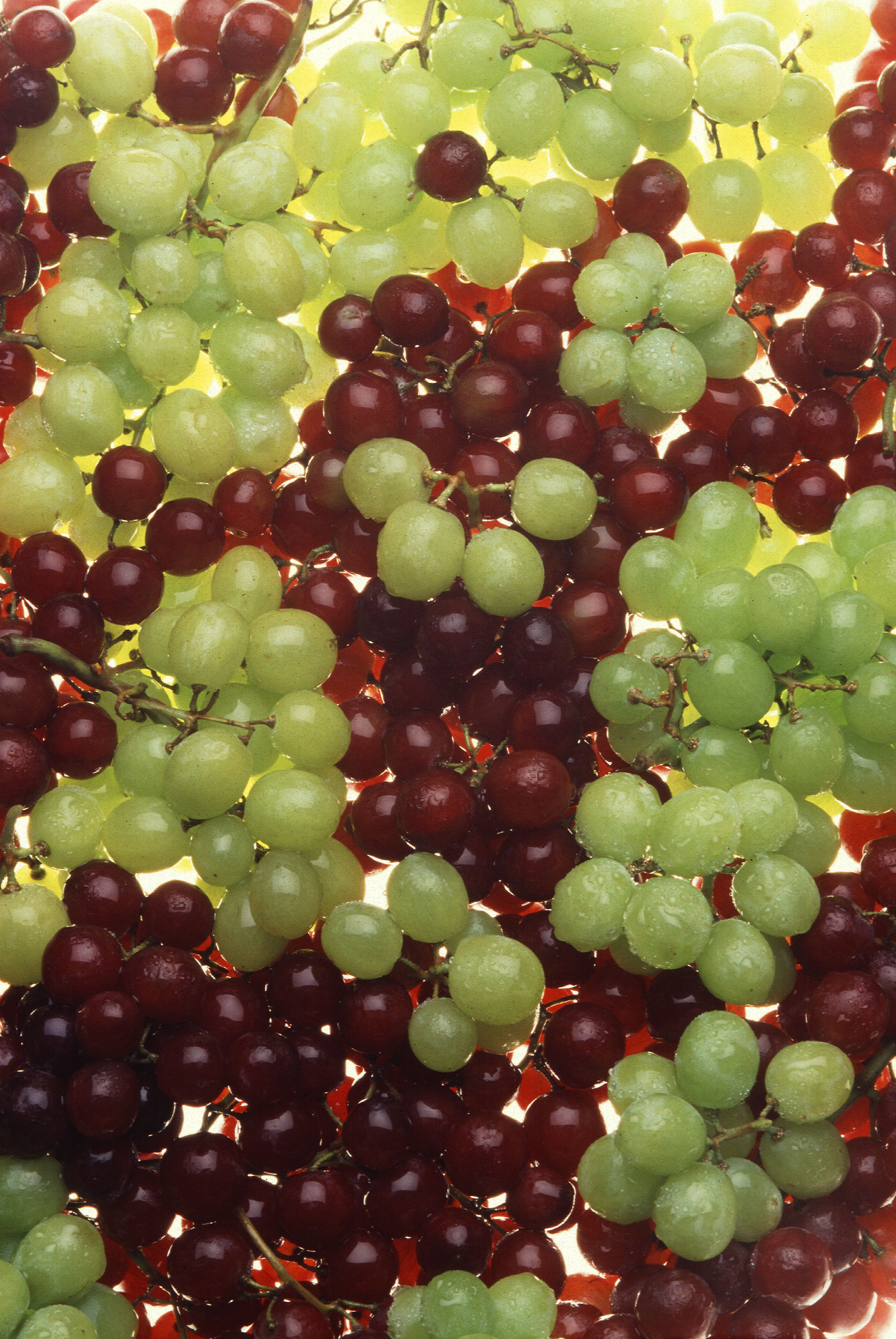
Nho vỏ đỏ và nho vỏ xanh
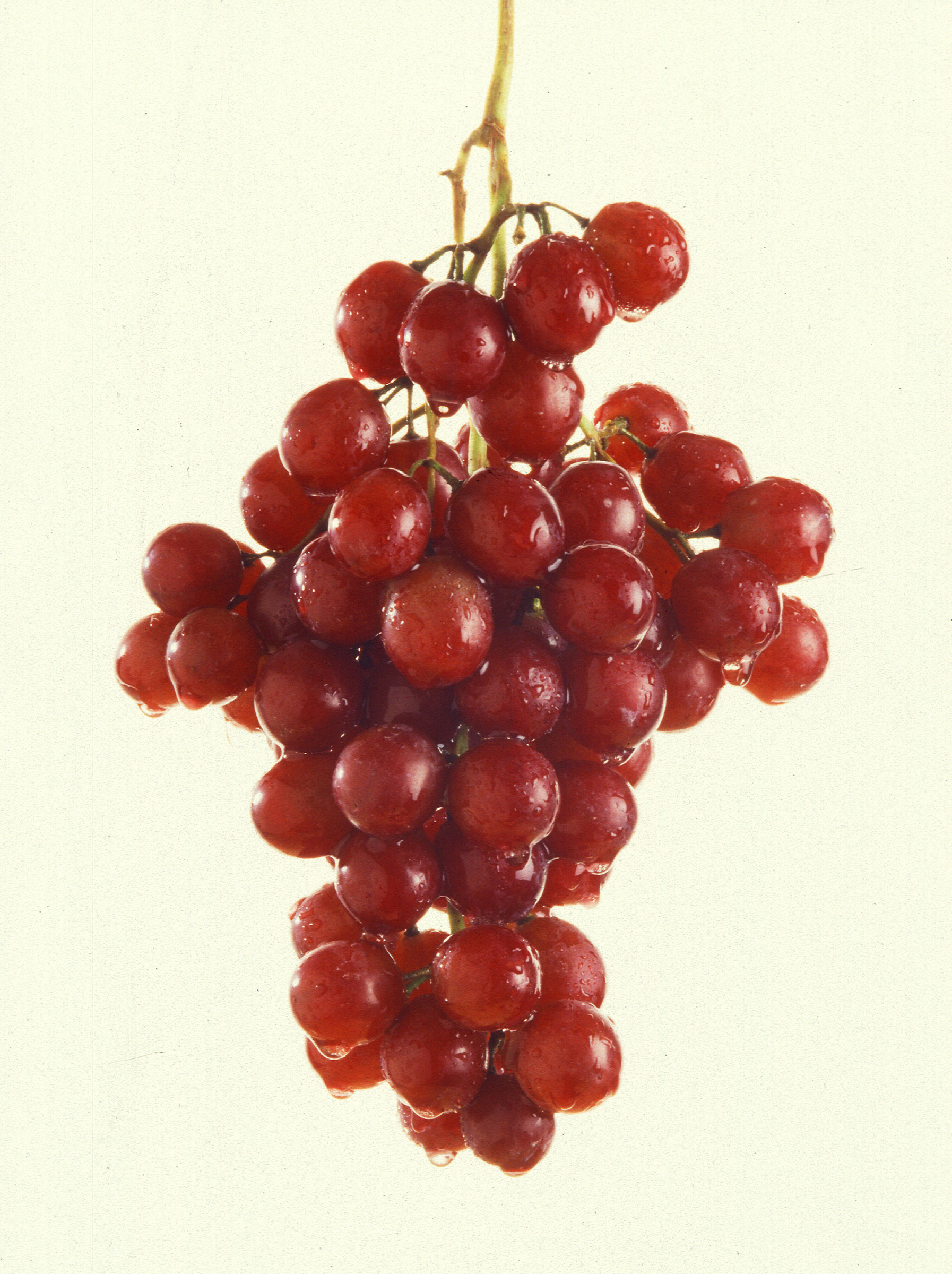
Nho vỏ đỏ
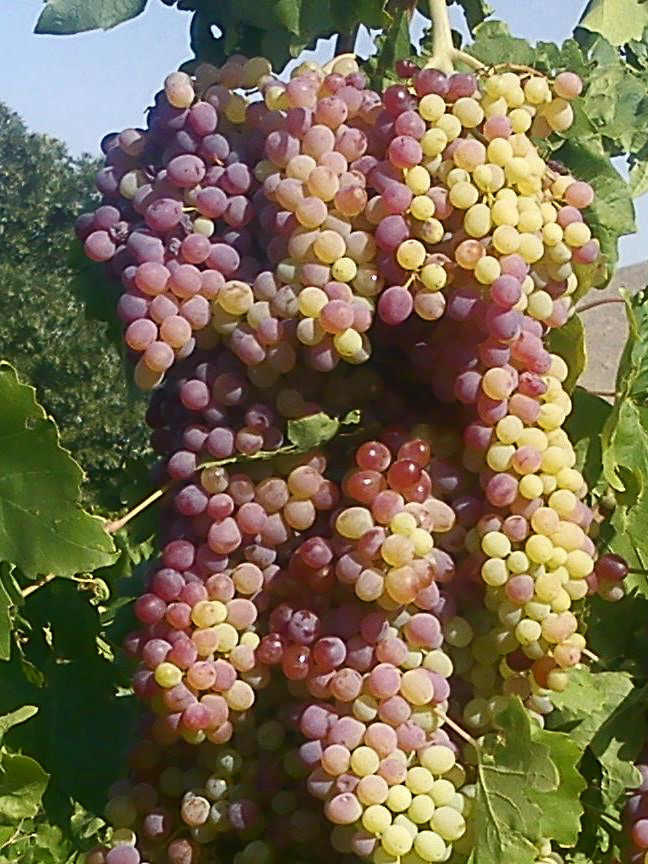
Một chùm nho
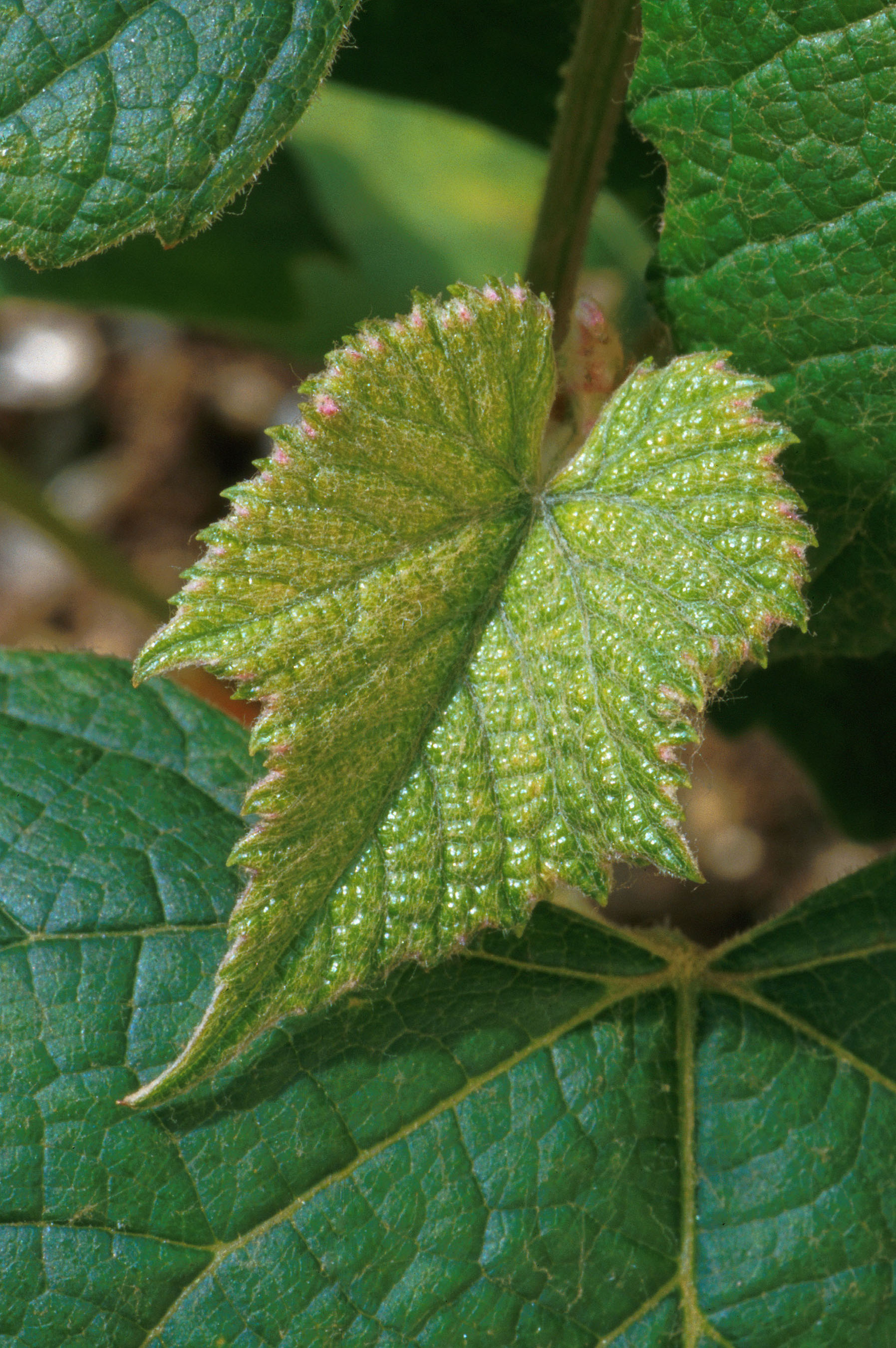
Lá giống nho Concord
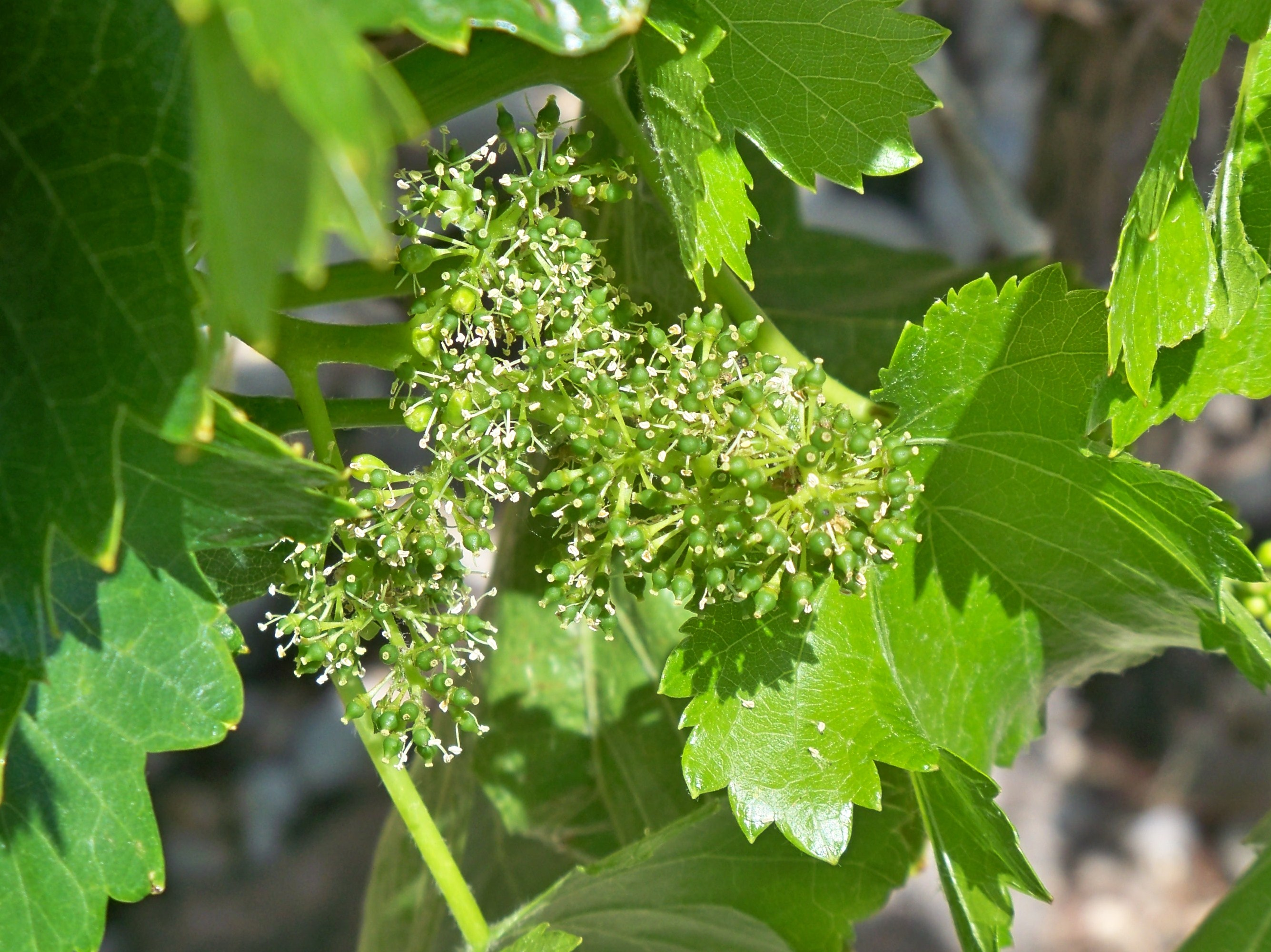
Nho nở hoa
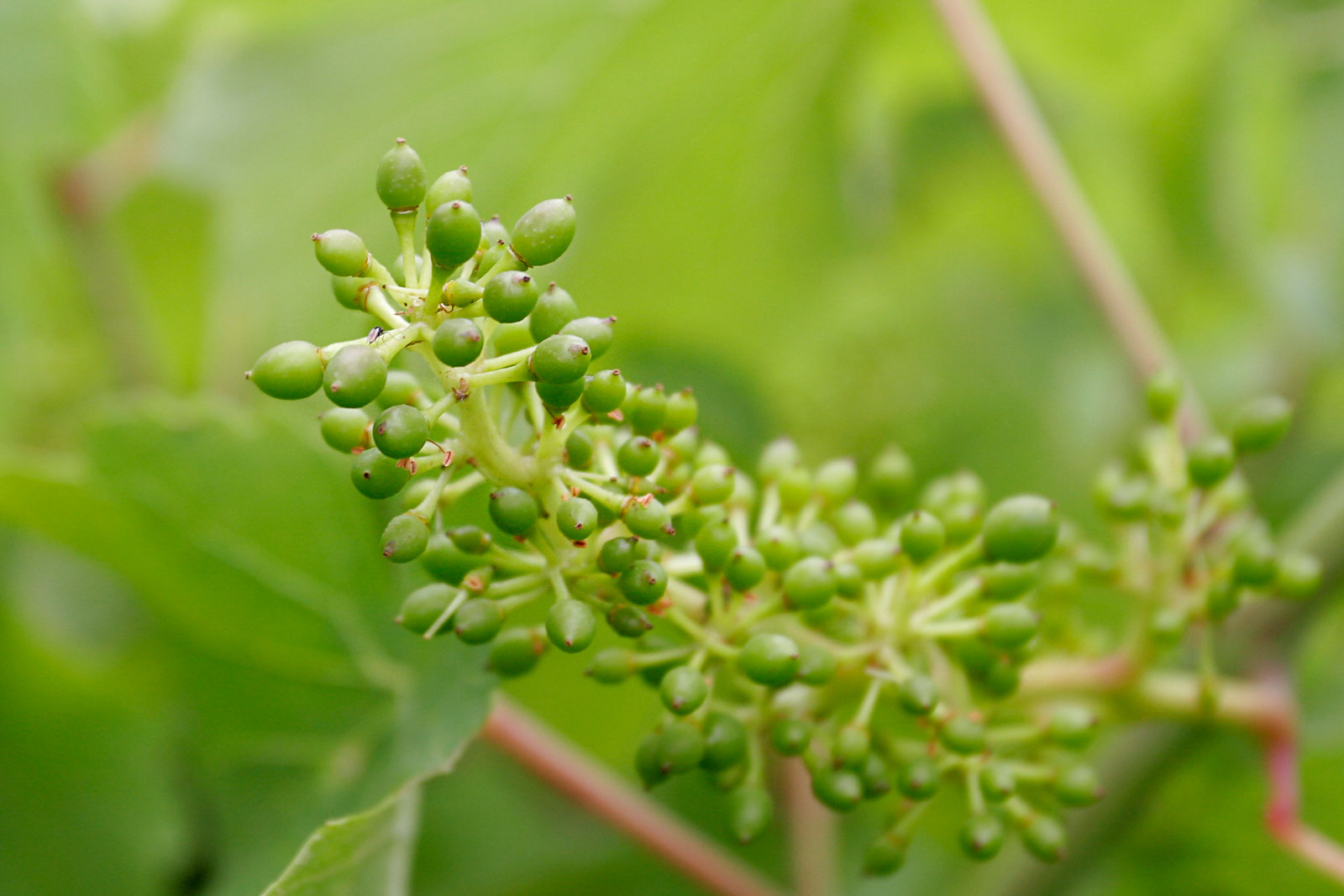
Nho xanh (non)
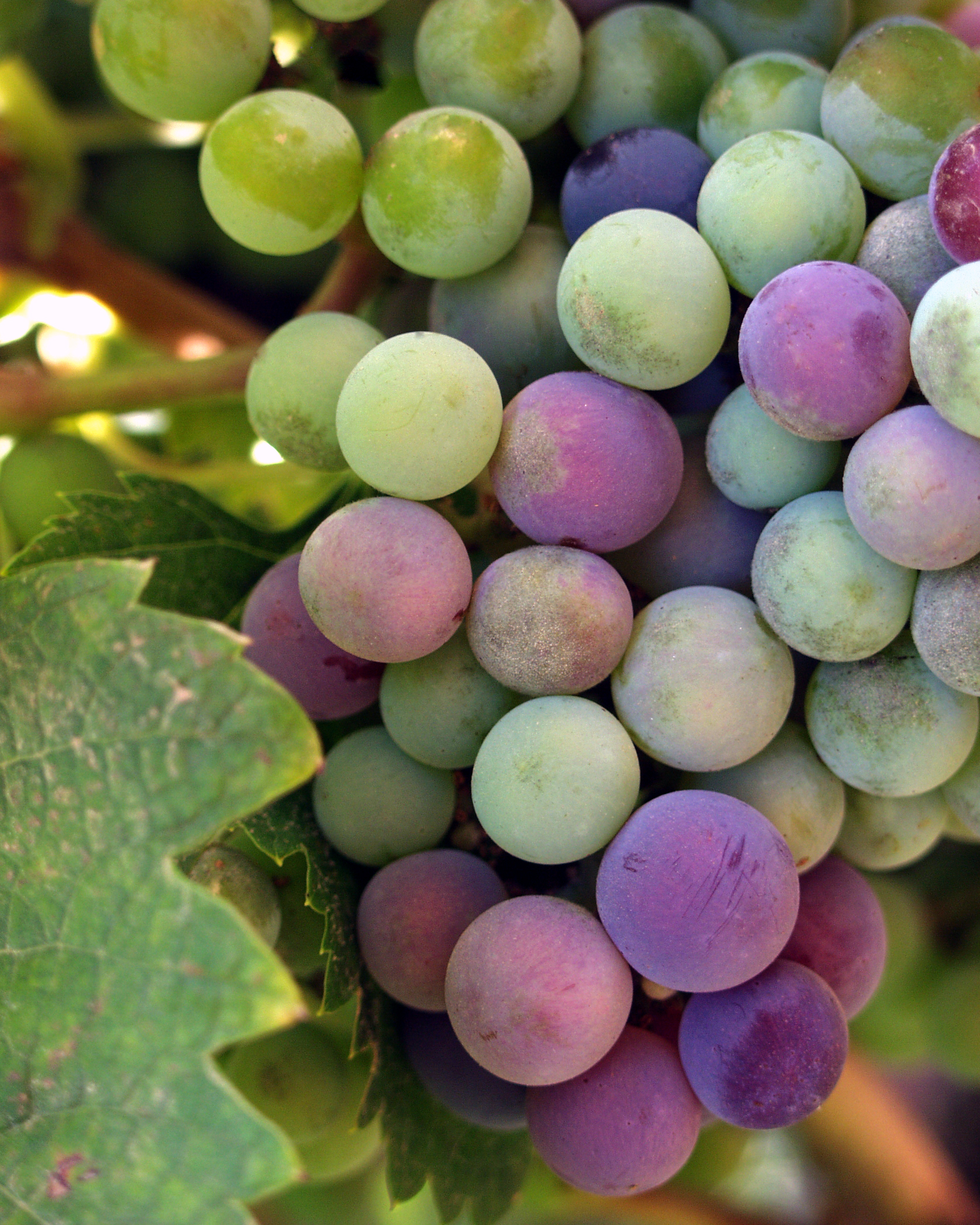
Vườn nho ở thung lũng Guadalupe, Ensenada, Baja California, Mexico
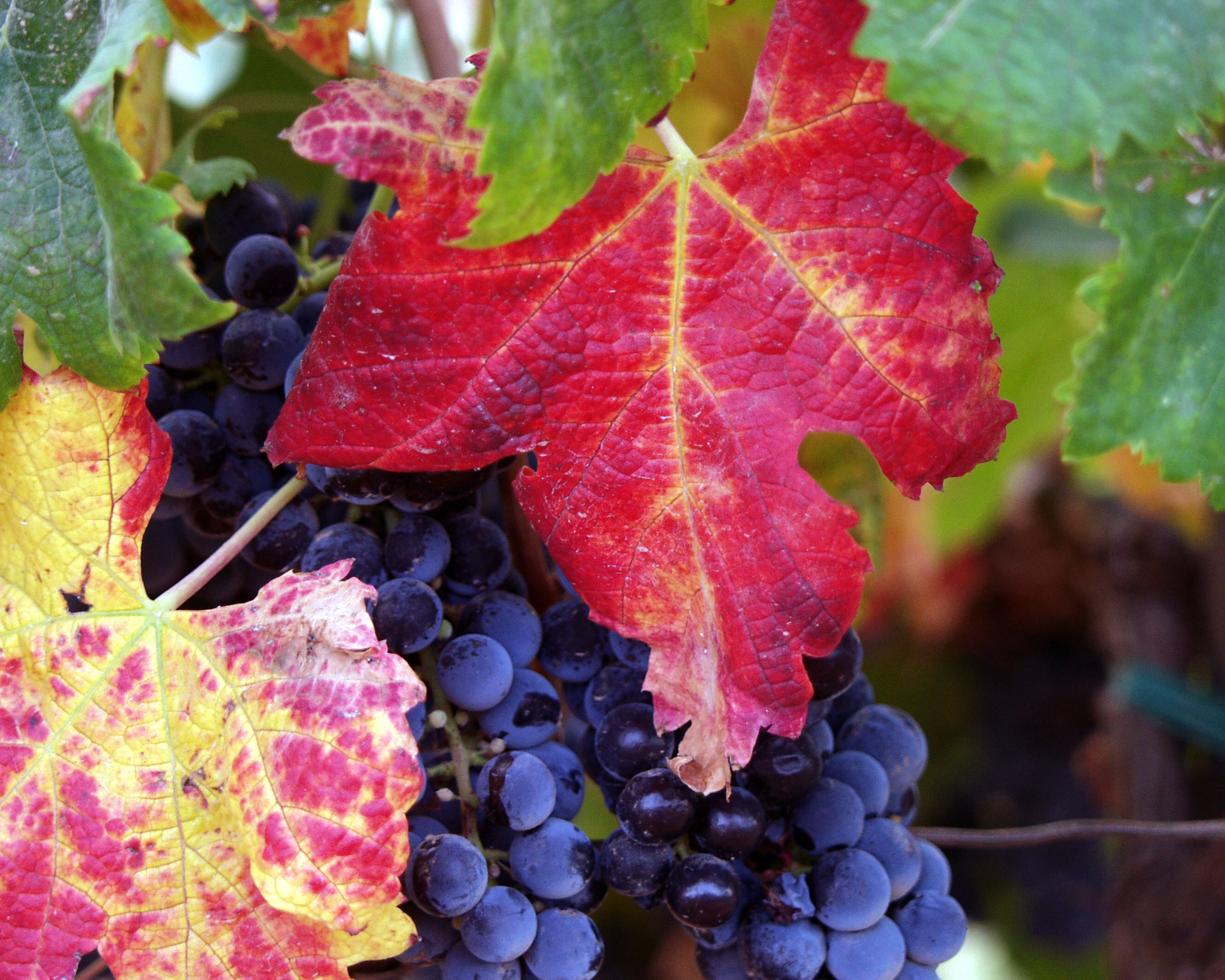
Vườn nho ở thung lũng Guadalupe, Ensenada, Baja California, Mexico
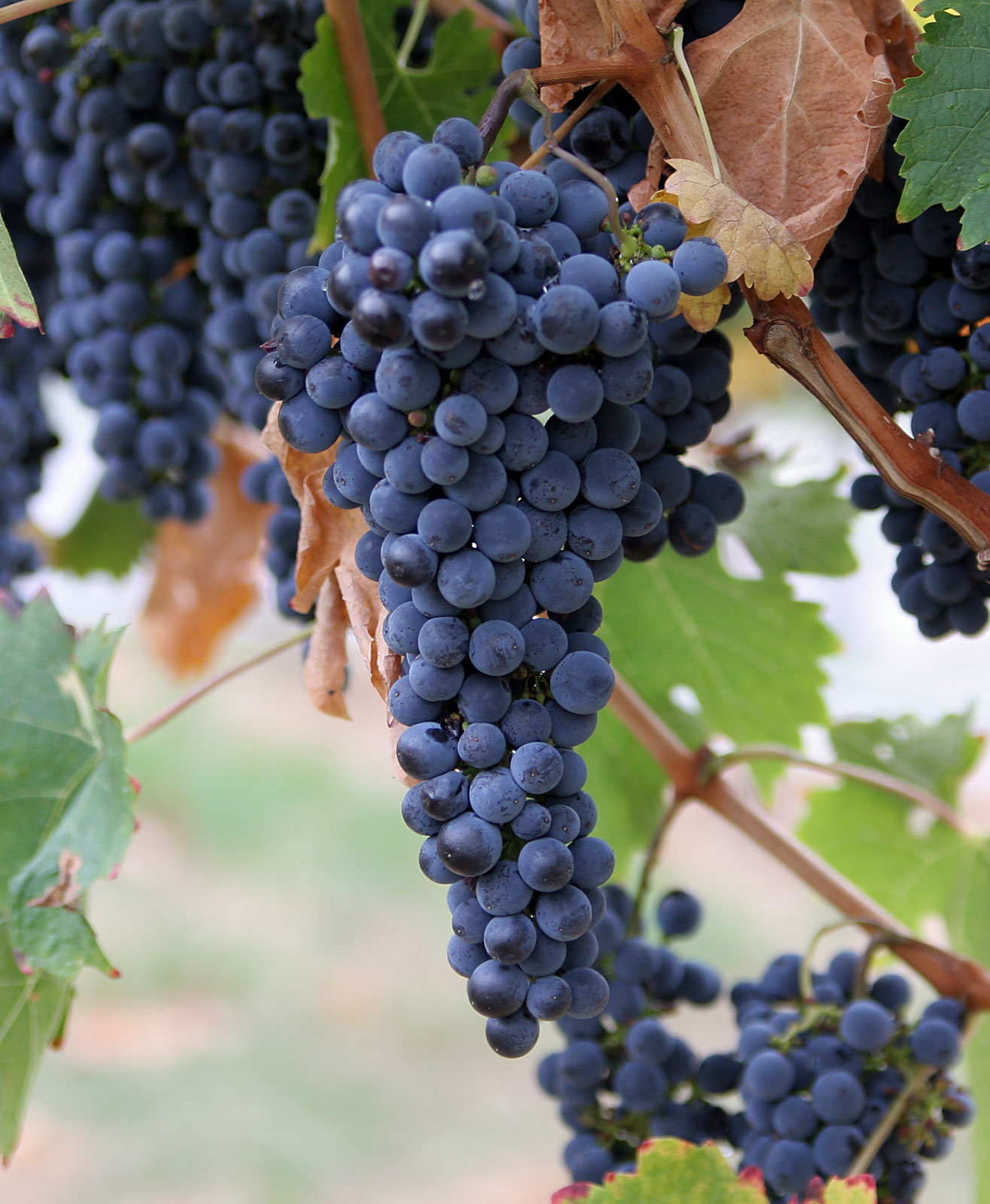
Một chùm nho (Vitis vinifera).
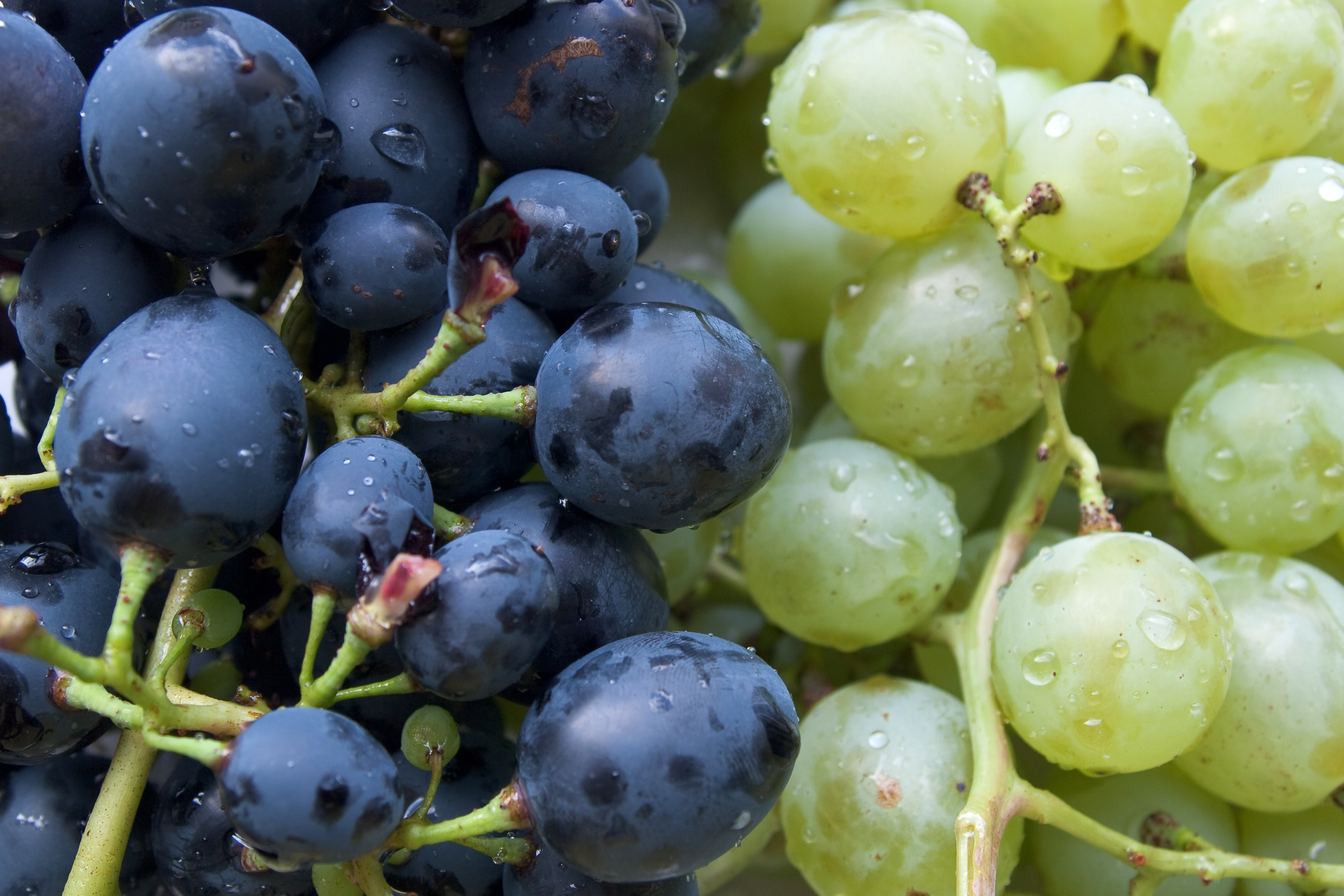
Nho